# Rhagastis binoculata
Rhagastis binoculata is een vlinder uit de familie van de pijlstaarten (Sphingidae). De wetenschappelijke naam van de soort werd in 1909 gepubliceerd door Shonen Matsumura.